# Finský honič
Finský honič (finsky suomenajokoira) je středně velké lovecké plemeno. Je uznáno Mezinárodní kynologickou federací (FCI), která jej řadí do skupiny honičů a barvářů. Jedná se o poměrně moderní plemeno, jehož historie započala po roce 1889, kdy byl založen Finský Kennel Club. Roku 1932 pak vznikl první plemenný standard.

## Povaha
Přestože je toto plemeno lovecké, pes je většinou mírný, přátelský a klidný. Při lovu je ale finský honič velmi energetický a vytrvalý.

## Vzhled
Finský honič je středně velké plemeno. Má poměrně dlouhé nohy. Jeho srst je krátká, povolené zbarvení je pouze trikolorní. Jako ideální výšku psa standard uvádí 57 až 59 cm v kohoutku, u feny je to 54 až 56 cm.